# FN SCAR
FN SCAR là loại súng trường tấn công do công ty FN Herstal của Bỉ phát triển cho Bộ Tư lệnh Tác chiến đặc biệt của Hoa Kỳ. Loại súng này được phát triển sử dụng thiết kế dưới dạng khối để có thể dễ dàng tháo ráp chuyển đổi qua lại các loại đạn sử dụng. Súng có thể lắp ráp chuyển thành hai mẫu là SCAR-L sử dụng đạn 5,56×45mm NATO và SCAR-H sử dụng đạn 7,62×51mm NATO, mỗi mẫu có ba loại nòng khác nhau là ngắn, tiêu chuẩn và dài. Việc sử dụng thiết kế có thể chuyển đổi giữa hai loại đạn này để người sử dụng súng có thể sử dụng cả những viên đạn nhặt được khi chiến đấu ngoài chiến trường ngoài loại đạn trang bị tiêu chuẩn cũng như thay đổi chiều dài nòng cho phù hợp với yêu cầu tác chiến. Loại súng này được dự tính sẽ thay thế các loại súng như M4, M16, M14 và SR-25 trong lực lượng quân đội Hoa Kỳ hiện đang được tiếp tục thử nghiệm trong chương trình Individual Carbine.

## Lịch sử
Năm 2004 Bộ chỉ huy các hoạt động đặc biệt của Hoa Kỳ đã đề ra yêu cầu về một loại súng trường tấn công mới cho mình và đã mở thầu để thu hút các công ty vũ khí tham gia. Công ty vũ khí nổi tiếng của Bỉ là FN Herstal đã thắng trong cuộc đấu thầu này với dự án SCAR. Đến giữa năm 2005 thì khẩu SCAR đầu tiên được giao cho Bộ chỉ huy các hoạt động đặc biệt của Hoa Kỳ. Kể từ khi được sử dụng tại Hoa Kỳ thì hai mẫu SCAR-L và SCAR-H được gọi là Mk 16 và Mk 17.
Vào tháng 7 năm 2007, lực lượng quân đội Hoa Kỳ đã tổ chức một cuộc thử nghiệm độ tin cậy giữa FN SCAR, M4, HK416 và XM8. Trong thử nghiệm, các khẩu súng sẽ bắn 60.000 viên đạn trong môi trường cực kỳ bụi. Trong cuộc thử nghiệm này XM8 bị kẹt đạn 127 lần, SCAR bị kẹt đạn 226 lần, HK-416 bị kẹt 233 lần và M4 bị kẹt 882 lần.
Hiện tại thì SCAR đang được sản xuất với số lượng nhỏ tại chi nhánh FN USA của FN Herstal tại Hoa Kỳ theo đơn đặt hàng 160.000 khẩu cho Bộ chỉ huy các hoạt động đặc biệt của Hoa Kỳ để dần thay thế và trở thành loại súng trường tiêu chuẩn cho lực lượng này. Lực lượng đặc nhiệm của Hoa Kỳ đã sử dụng loại súng này trong chiến dịch thủ tiêu Bin Laden.Ngoài ra nó còn được sử dụng trong các lực lượng đặc nhiệm của một số nước.

## Thiết kế
SCAR sử dụng cơ chế nạp đạn bằng khí nén với hệ thống trích khí ngắn, khóa nòng xoay với 4 móc xếp theo hình chữ thập. Thân súng làm bằng nhôm chia làm hai phần trên và dưới, hai phần súng này được nối với nhau bằng các đinh ghim. Hai mẫu SCAR-L và SCAR-H có thiết kế giống nhau đến 90% để có thể chuyển đổi qua lại, nòng súng có thể tháo ráp nhanh chóng được gắn với súng bằng hai con ốc, để tháo ráp nòng súng chỉ cần một lượng nhỏ các công cụ cần thiết và chỉ cần vài phút để có thể tiến hành việc tháo ráp.
Nút chọn chế độ bắn nằm ở cả hai bên thân súng để có thể sử dụng thuận cả hai tay với ba chế độ là khóa an toàn, bắn phát một và bắn tự động. Súng được cắt hai khe để gắn kéo lên đạn ở cả hai bên thân súng, nút kéo có thể gắn ở một trong hai khe này. Súng có một thanh răng để gắn các hệ thống nhắm phù hợp với yêu cầu tác chiến, có thêm một số thanh răng phụ nằm trên ốp lót tay của súng. báng súng có thể gấp lại cũng như có thể điều chỉnh chiều dài cho phù hợp với yêu cầu và được làm theo hình gò má để xạ thủ cảm thấy dễ chịu khi sử dụng. Điểm ruồi của SCAR có thể tháo ráp để tránh cản đường nhắm của các hệ thống nhắm gắn vào thanh răng.
Một ống phóng lựu 40 mm đã được phát triển cho loại súng này. Ống phóng lựu này được gọi là FN40GL hay Mk 13 Mod 0 vốn được phát triển từ ống phóng GL1 của khẩu FN F2000.

## Các biến thể

### Phiên bản quân sự
- SCAR-L (Light)

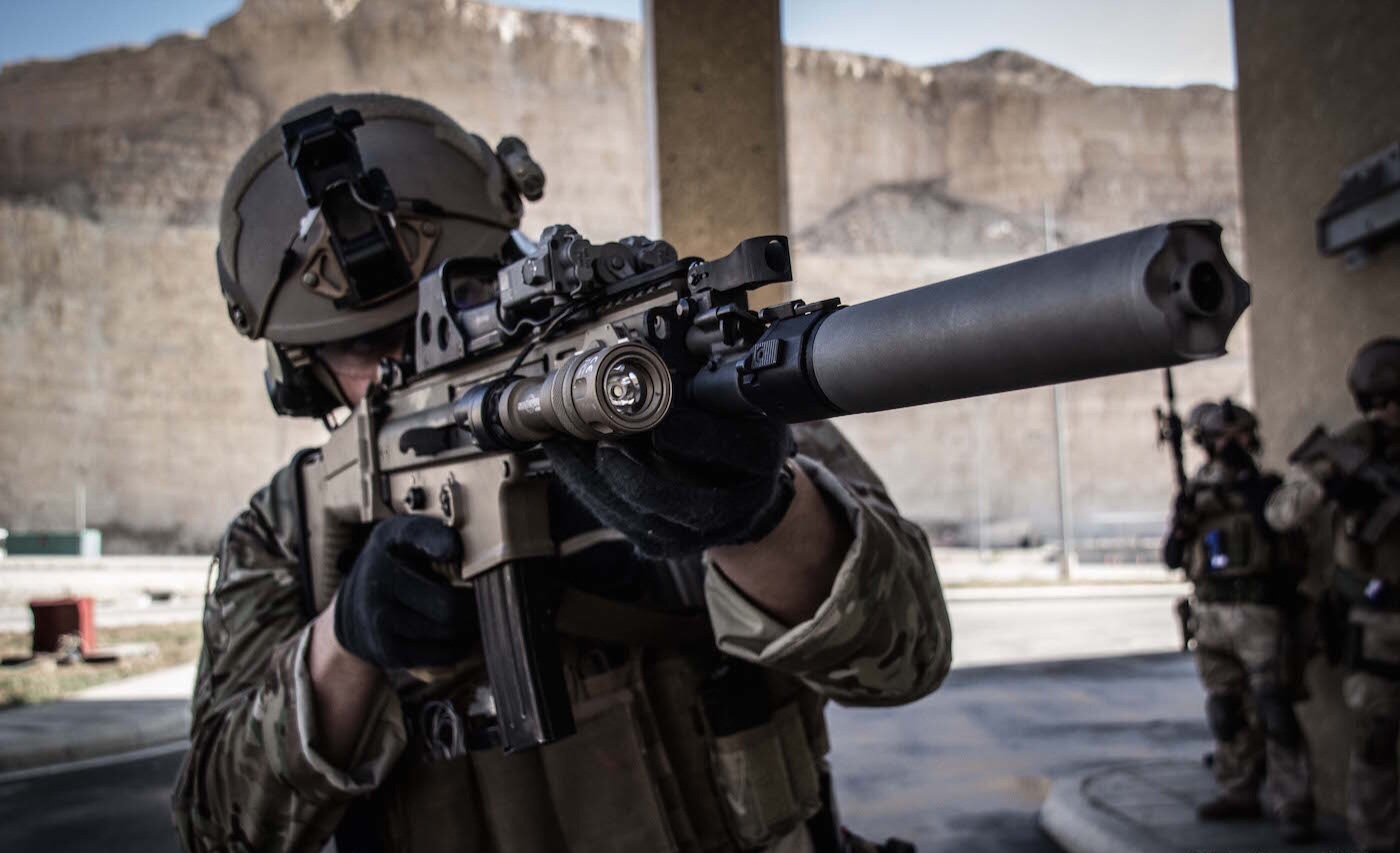
Người lính SFG của Bỉ được trang bị SCAR-L với một nòng giảm thanh

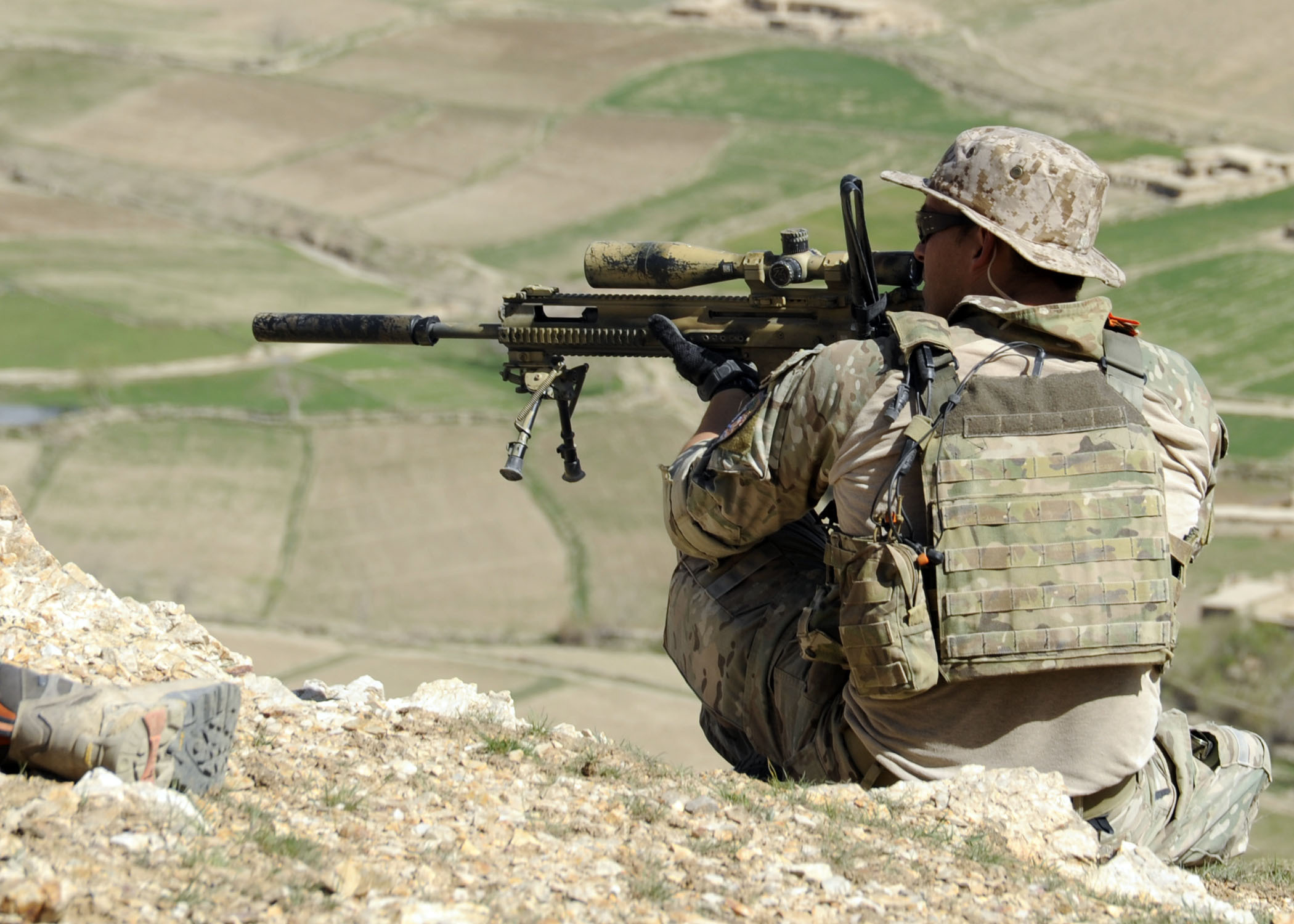
Lính SOF của Mỹ với Mk 20 Sniper Support Rifle (SSR)

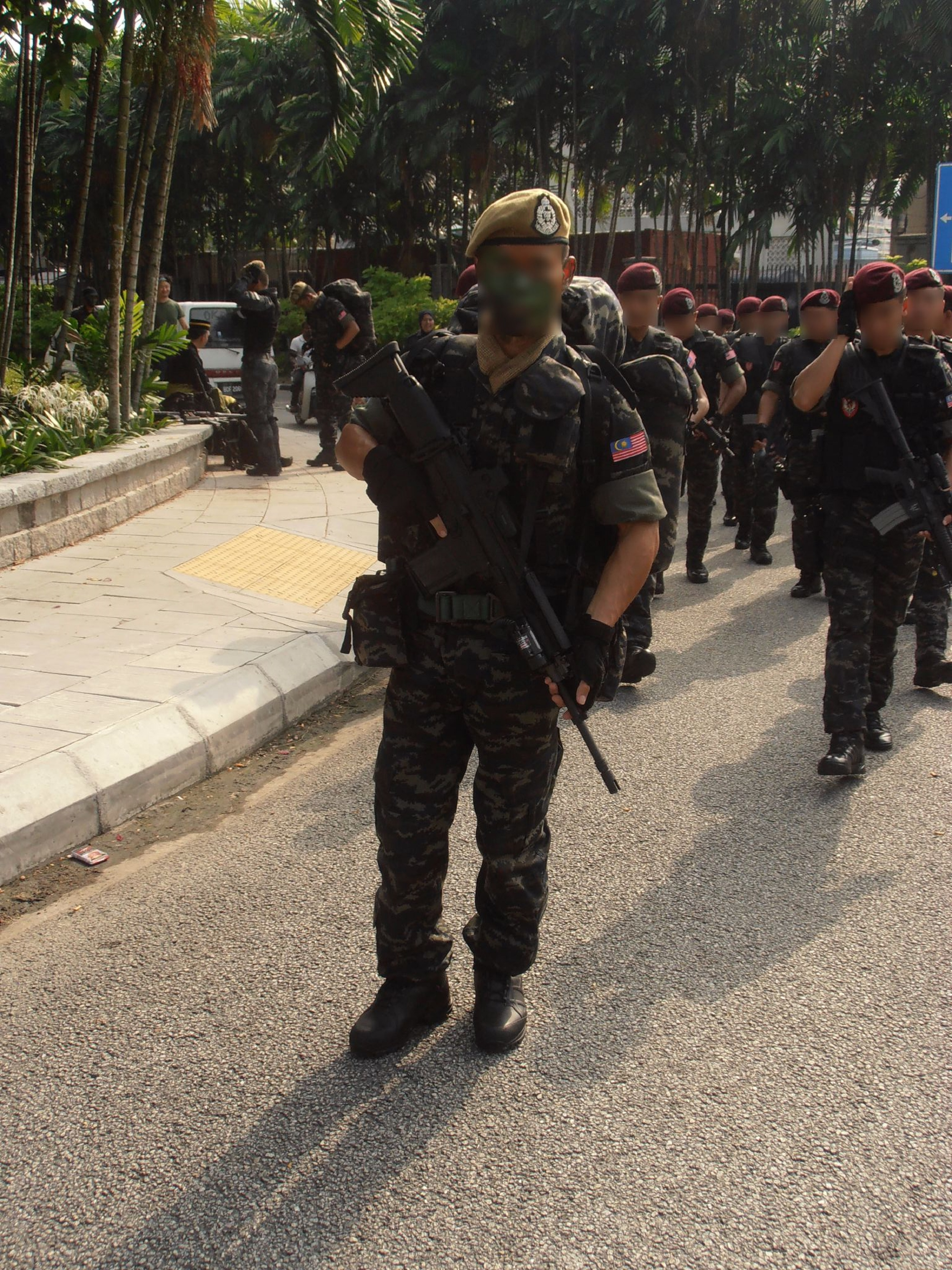
Một đặc công VAT 69 của Malaysia được trang bị súng trường SCAR-H, với kính ngắm EOTech trong cuộc diễu hành Ngày Merdeka lần thứ 60

  - SCAR-L CQC (Close Quarters Combat) – cỡ nòng 250 mm (10 in)
  - SCAR-L STD (Tiêu chuẩn) – cỡ nòng 360 mm (14 in)
  - SCAR-L LB (Nòng dài) – cỡ nòng 460 mm (18 in)
- SCAR-PDW (Personal Defense Weapon): Phiên bản vũ khí phòng vệ cá nhân với cỡ nòng 170 mm (6.5 inch).
- SCAR-SC (Carbine Subcompact) - Phiên bản Carbine 5,56×45mm NATO. Nặng 3,1 kg (khoảng 6,8 pounds), có cỡ nòng 7,5 inch. Nó có tầm bắn hiệu quả dưới 200m. Một phiên bản dùng cỡ đạn .300 Blackout cũng sẽ được giới thiệu vào giữa năm 2018.[6]
- SCAR-H (Heavy) - Súng trường chiến đấu, biến thể hạng nặng dùng đạn 7,62x51mm NATO, có hộp tiếp đạn 20 viên. 
  - SCAR-H CQC (Close Quarters Combat) - cỡ nòng 330 mm (13 in)
  - SCAR-H STD (Tiêu chuẩn) - cỡ nòng 410 mm (16 in)
  - SCAR-H LB (Nòng dài) - cỡ nòng 510 mm (20 in)
  - SCAR-SSR (Sniper Support Rifle): Là loại súng trường thiện xạ dùng đạn 7,62x51mm NATO giống như SCAR-H.

#### Nguyên mẫu
- HAMR (Heat Adaptive Modular Rifle) - Ứng cử viên trong cuộc thi Súng trường tự động bộ binh của Thủy quân lục chiến Hoa Kỳ. Cuối cùng nó đã bị đánh bại bởi M27 IAR, một biến thể Heckler & Koch HK416.
- FNAC (FN Advanced Carbine) - Súng trường tấn công 5,56 mm NATO, ứng cử viên trong cuộc thi Súng Carbine Cá nhân của Quân đội Hoa Kỳ. Cuộc thi sau đó đã bị hủy bỏ.

### Phiên bản dân sự
- SCAR 16S - Phiên bản bán tự động 5,56×45mm NATO dân sự. Thân có màu đen mờ hoặc màu đất đen (nâu).
- SCAR 17S - Phiên bản bán tự động 7.62 × 51mm NATO dân sự. Thân có màu đen mờ hoặc màu đất tối. 
  - SCAR 20S - Phiên bản bán tự động 7.62 × 51mm NATO dân sự. Thân có màu đen mờ hoặc màu đất tối.